# Obični tuljan
Obični tuljan (lat. Phoca vitulina) vrsta je tuljana, koja živi na umjerenim i arktičkim morskih obalama sjeverne hemisfere. Najrašireniji je od perajara. Obitava u obalnim vodama sjevernog Atlantika, Tihoga oceana, Baltika i Sjevernog mora.
Obični tuljan je smeđe ili sive boje, s izraženim nosnicama u obliku slova V. Odrasla jedinka može doseći dužinu od 1,85 metara i masu od 132 kilograma. Ženke nadžive mužjake (30 – 35 godina u odnosu na 20 – 25 godina). Okupljaju se u obiteljskim grupama i na mjestima gdje su zaštićeni od nepovoljnih vremenskih uvjeta i grabežljivaca. 
Mužjaci se ponekad bore za ženke u podvodnih bitkama i na kopnu. Ženke nose jedno mladunče, za koje se same brinu. Mladi su sposobni plivati i roniti nakon nekoliko sati od rođenja. Razvijaju se brzo, jer majka ima mlijeko bogato mastima. 
Njihova globalne populacije iznosi 5 – 6 milijuna i stabilna je, ali su ugrožene podvrste u pojedinim staništima. Lov na tuljane ilegalan je u većini država.